# Бульвар Сааремаа
Бульва́р Са́аремаа, также Са́аремааский бульва́р — пешеходная улица в Таллине, столице Эстонии. Является самым длинным пешеходным бульваром города. С 15 октября 2024 года, по решению властей Таллина, частью Сааремааского бульвара стал Московский бульвар (бульвар Москва). 

## География
Проходит в микрорайонах Куристику и Мустакиви городского района Ласнамяэ. Начинается от Московского бульвара (бульвара Москва), пересекает парк Тондилоо (Кивила), улицы Муху, Линнамяэ и Ляэнемере и заканчивается у Нарвского шоссе.
Протяжённость — 1207 метров (до 16 октября 2024 года — 945 метров).

## История
Улица получила своё название 25 апреля 1986 года в честь эстонского острова Сааремаа.

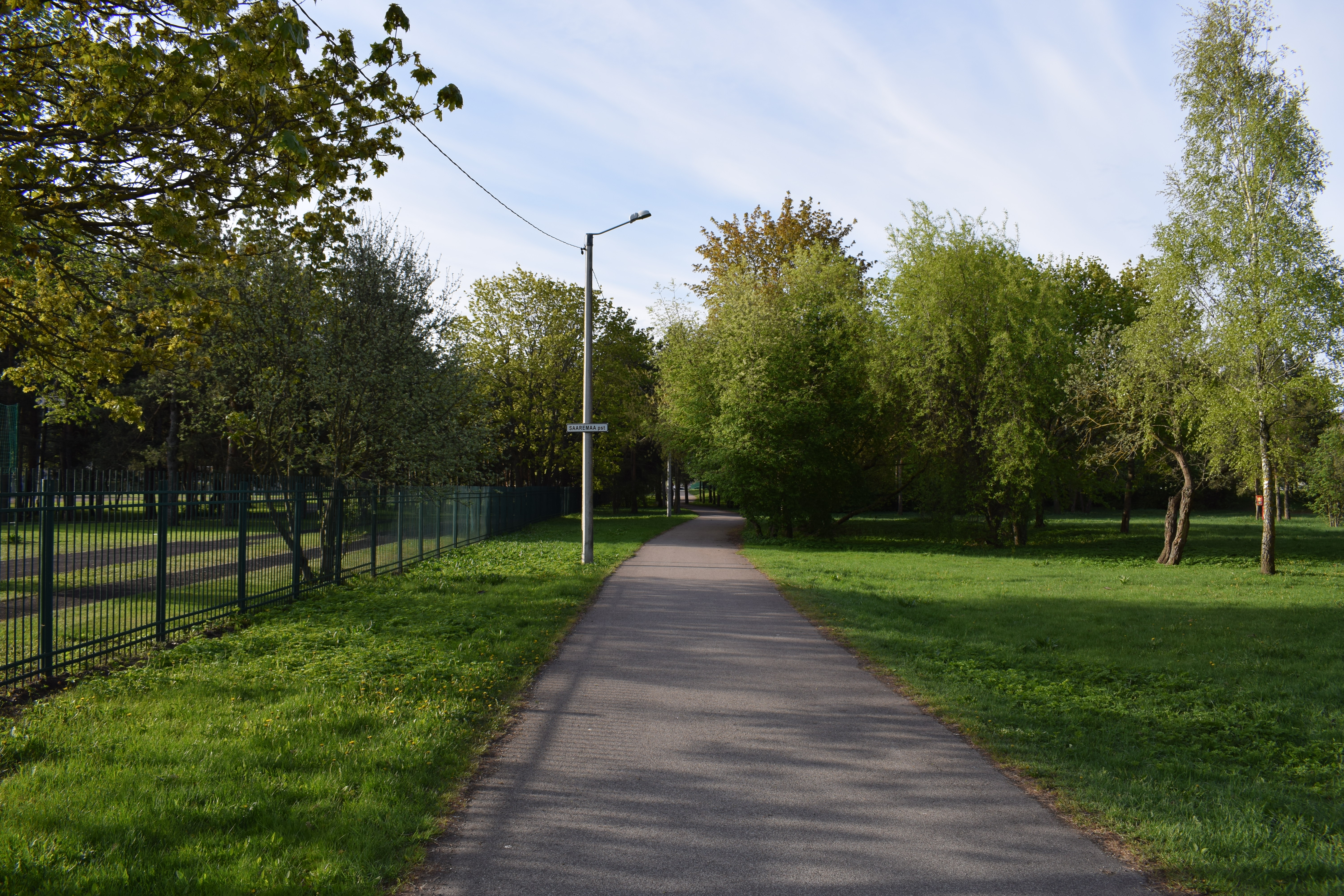
Бульвар Сааремаа возле Ляэнемереской гимназии в 2017 году

В Строительном регистре Эстонии отсутствуют объекты недвижимости с регистрационными номерами бульвара Сааремаа.
Рядом с бульваром расположены несколько зелёных зон, четыре жилых дома (улица Муху 1, 5, 8 и 10), четыре детских сада: Линнамяэ (улица Линнамяэ 4), Муху (улица Линнамяэ 6), Вормси (улица Вормси 1) и Кихну (улица Кихну 1), Таллинская Ляэнемереская гимназия (улица Вормси 3) и две автомобильные парковки.
В 2021 году в Ласнамяэ был осуществлён восстановительный ремонт дорог с бюджетом в 2,6 миллиона евро, в ходе которого было отремонтировано более 20 улиц, в том числе Сааремааский бульвар.
До 15 октября 2024 года Сааремааский бульвар составлял единое целое с Московским бульваром. Вопрос о переименовании последнего был поднят внепарламентской партией «Зелёные Эстонии» в марте 2022 года из-за вторжения России на Украину. После его переименования вице-мэр Таллина Мадле Липпус сказала, что Московский бульвар необоснованно носил имя столицы страны-агрессора, чья цель — уничтожение независимости Украины. «Переименование бульвара является примером того, как мы в общественном городском пространстве выражаем поддержку свободному и демократическому обществу», — отметила Липпус.